# Гречанюк Сергій Степанович
Гречаню́к Сергі́й Степа́нович — український прозаїк, літературний критик, публіцист.
Народився 16 серпня 1947 р. в м. Рожище на Волині.

## Біографія
Закінчив Київський університет ім. Т. Г. Шевченка (1971).
Був на журналістській, творчій (як член Спілки письменників СССР з 1988 р.1)та апаратній роботі.
У різні роки працював кореспондентом Ратнівської районної газети, «Молоді України» та «Народної газети», редактором відділу журналу «Вітчизна» та альманаху «Хроніка-2000», заступником головного редактора журналу «Ранок» і газети «Літературна Україна», головним редактором журналу «Дивослово (Українська мова і література в школі)».
Автор проекту, головний редактор і видавець науково-публіцистичного журналу «Урок Української»2(1999 — 2008), присвяченого «питанням мовної політики, філологічної освіти й українознавства в контексті національної безпеки та діяльності ЗМІ».3
На сайті Державного архіву Кіровоградської області розміщено електронну версію журналу «Урок української» [Архівовано 16 квітня 2019 у Wayback Machine.]#
Жив у Києві. Одружений, донька Ярина.

## Творча діяльність
Автор книжок нарисів та художньо-документальних повістей «Мудре дерево зелен-лісу» (1976), «Під крилами — високий день» (1982), «Будь славен, Дніпре!» (1985), збірок літературно-критичних статей і літпортретів «До слова чесного, живого» (1987), «На тлі ХХ століття» (1990), книжки літературознавчих есе «Вічні книги» (1988; вид. друге, доповнене — 1991).
Співавтор кількох прозових видань, багатьох тематичних і періодичних збірників, а також колективних праць з літературознавства та україністики, зокрема — «Історії української літератури ХХ століття». З його передмовами у видавництві «Дніпро» вийшли у світ вибрані твори Павла Филиповича (літературно-критичні статті), Бориса Харчука (не завершений 4-томник художньої прози) та інших авторів4 .
Заявивши на початку 80-х, що літературна критика має бути не наукою (літературознавством), а власне літературою, найчастіше вдається до таких жанрів, як літпортрет, есе чи майже публіцистичні, з виходом на суспільну проблематику — «нотатки з приводу», репліка, памфлет. Згодом, відійшовши від активного поточного рецензування, зосередився на знакових постатях і творах літератури української (проза XIX століття, поети Розстріляного відродження, М.Хвильовий і «живі класики») та зарубіжної. При цьому, як правило, його ширшим розвідкам про сучасників передують діалоги — розлогі інтерв'ю (наприклад, із Ю.Марцінкявічюсом, І.Зієдонісом, Н.Думбадзе) і листування (як із Десанкою Максимович). По-своєму «запитальними» є і його есе про варті другого прочитання (вже у зрілому віці) вершинні твори світової класики — від Андерсена, Керролла, Стівенсона, Купера й Твена до спадщини Свіфта, Шекспіра, Сервантеса, Гете.
Опублікував низку журнальних нарисів про великих українців, зокрема — О.Архипенка, Л.Мацієвича,4 В. Липинського, О.Кошиця, художньо-документальну повість про Н.Ужвій, а також літспогади про Б.Харчука,5 М.Лукаша, О.Рибалка, Р.Іванченка та інших працівників культури та науки.
У його доробку — кількасот публікацій суспільно-політичної тематики, окремі з яких друкувалися в російських і французьких ЗМІ, а також у періодиці української діаспори.
Виступає зі статтями, політичними оглядами та коментарями у вітчизняних і зарубіжних інтернет-виданнях, зокрема — в «Українській правді», веде блог на сайті «Корреспондент.net».

## Громадська активність
1988—1989 — член першої ініціативної групи, згодом — Координаційної ради ініціативних груп Києва зі створення Народного Руху України 6; делегат Установчого з"їзду НРУ.
Брав участь у створенні ДемПУ, з якої вийшов 1995 року через, як заявив, відступ її керівництва від національно-демократичних засад. Звідтоді безпартійний.
Один із організаторів збирання меморіальних свідчень до «Чорної книги України», значну частину яких опрацював і оприлюднив у київській і діаспорній пресі.

## Відзнаки
Лауреат премії в галузі літературно-мистецької критики імені О. Білецького (1989).
Медаль СРСР «За трудовую доблесть» (1976).